# Hai to gensó no Grimgar
Hai to gensó no Grimgar (japonsky 灰と幻想のグリムガル, Hai to gensó no Gurimugaru; v překladu Grimgar, svět popela a fantazie) je japonská série fantasy light novel spisovatele Ao Džúmondžiha, kterou ilustruje Eiri Širai. Vydává ji od roku 2013 nakladatelství Overlap v edici Overlap Bunko. Od roku 2015 do roku 2016 vycházela v časopisu Gekkan Gangan Joker manga adaptace, jejímž autorem je Mucumi Okubaši. Od ledna do března 2016 byl pak vysílán dvanáctidílný televizní anime seriál, který vznikl pod hlavičkou studia A-1 Pictures. OVA epizoda byla vydána v březnu téhož roku.

## Synopse
Příběh pojednává o skupině mladých lidí, kteří se probudí v neznámém světě připomínajícím RPG hru a se vzpomínkou pouze na své jméno. Každý člen skupiny ve snaze přežít vstupuje do vojenského výcviku dle individuálního typu, aby se naučili bojovat s nestvůrami a dokázali si vydělat na přežití.

## Postavy

### Hlavní postavy
- Haruhiro (japonsky ハルヒロ)

dabing: Jošimasa Hosoja
- Ranta (japonsky ランタ)

dabing: Hirojuki Jošino
- Manato (japonsky マナト)

dabing: Nobunaga Šimazaki
- Moguzó (japonsky モグゾー)

dabing: Fukuši Očiai
- Jume (japonsky ユメ)

dabing: Mikako Komacu
- Šihoru (japonsky シホル)

dabing: Haruka Terui
- Merry (japonsky メリイ, Merii)

dabing: Čika Anzai
- Kuzaku (japonsky クザク)

### Vedlejší postavy
- Rendži (japonsky レンジ)

dabing: Tomokazu Seki
- Ron (japonsky ロン)

dabing: Tomokazu Sugita
- Adači (japonsky アダチ)

dabing: Kendži Nodžima
- Sassa (japonsky サッサ)

dabing: Nozomi Furuki
- Čibi (japonsky チビ)
- Šinohara (japonsky シノハラ)

dabing: Hiroki Takahaši
- Hajaši (japonsky ハヤシ)

dabing: Hidenobu Kiuči
- Mičiki (japonsky ミチキ)

dabing: Šunsuke Takeuči
- Og (japonsky オグ, Ogu)

dabing: Tošiki Masuda
- Mucumi (japonsky ムツミ)

dabing: Haruka Tomacu
- Kikkawa (japonsky キッカワ)

dabing: Daisuke Namikawa
- Britney (japonsky ブリトニー, Buritoní)

dabing: Hiroki Jasumoto
- Barbara (japonsky バルバラ, Barubara)

dabing: Mamiko Noto
- Hónen (japonsky ホーネン)

dabing: Džódži Nakata

## Média

### Light novely
Autorem light novel Hai to gensó no Grimgar je Ao Džúmondži a ilustrátorem Eiri Širai. Nakladatelství Overlap je vydává od června 2013 v edici Overlap Bunko. Anglický překlad publikuje v digitální podobě od roku 2016 nakladatelství J-Novel Club, v tištěné formě jej pak vydává Seven Seas Entertainment.

#### Seznam svazků
| Č.   | Název | Datum vydání       | ISBN              |
| ---- | --- | ------------------ | ----------------- |
| 1    | Sasajaki, eišó, inori, mezamejo (ささやき、詠唱、祈り、目覚めよ)                                                        | 25. června 2013    | 978-4-906866-22-9 |
| 2    | Taisecu džanai mono nanka, nai. (大切じゃないものなんか、ない。)                                                        | 25. listopadu 2013 | 978-4-906866-47-2 |
| 3    | Omoidóri ni ikanai no ga jo no naka da to warikiru šika nakutemo (思い通りに行かないのが世の中だと割り切るしかなくても) | 25. března 2014    | 978-4-906866-91-5 |
| 4    | Mičibiki mičibikareši monotači (導き導かれし者たち)                                                                     | 25. července 2014  | 978-4-906866-91-5 |
| 5    | Warawanaide kiite okurejo (笑わないで聞いておくれよ)                                                                    | 25. února 2015     | 978-4-86554-026-0 |
| 6    | Toru ni taranai eikó ni mukatte (とるにたらない栄光に向かって)                                                          | 25. října 2015     | 978-4-86554-072-7 |
| 7    | Kanata no nidži (彼方の虹)                                                                                              | 25. prosince 2015  | 978-4-86554-086-4 |
| 8    | Sošite bokura wa ašita o macu (そして僕らは明日を待つ)                                                                  | 25. března 2016    | 978-4-86554-114-4 |
| 9    | Koko ni iru ima, haruka tooku e (ここにいる今、遥か遠くへ)                                                              | 25. srpna 2016     | 978-4-86554-149-6 |
| 10   | Rabusongu wa todokanai (ラブソングは届かない)                                                                           | 25. března 2017    | 978-4-86554-202-8 |
| 11   | Ano toki sorezore no miči de jume o mita (あの時それぞれの道で夢を見た)                                                 | 24. července 2017  | 978-4-86554-234-9 |
| 12   | Sore wa aru šima to rjú o meguru densecu no hadžimari (それはある島と竜を巡る伝説の始まり)                              | 25. února 2018     | 978-4-86554-283-7 |
| 13   | Kokoro, hirake, aratanaru tobira (心、ひらけ、新たなる扉)                                                               | 25. června 2018    | 978-4-86554-346-9 |
| 14   | — | 25. prosince 2018  | 978-4-86554-429-9 |
| 14+  | Aikawarazu de wa i rarenai (相変わらずではいられない)                                                                   | 25. března 2019    | 978-4-86554-466-4 |
| 14++ | Moši kimi to mata aetanara (もし君とまた会えたなら)                                                                     | 25. června 2019    | 978-4-86554-512-8 |
| 15   | Cujokute hakanaki njú gému (強くて儚きニューゲーム)                                                                     | 25. prosince 2019  | 978-4-86554-590-6 |
| 16   | Sajonara no wake sae bokura wa širanai mama de (さよならの訳さえ僕らは知らないままで)                                   | 25. července 2020  | 978-4-86554-700-9 |
| 17   | Icuka tatakai no hi ni saraba to cugejou (いつか戦いの日にさらばと告げよう)                                             | 25. ledna 2021     | 978-4-86554-826-6 |

### Manga
Manga adaptaci od Mucumiho Okubašiho publikovala od dubna 2015 do června 2016 v časopise Gekkan Gangan Joker společnost Square Enix. Souhrnně byla vydána ve třech svazcích tankóbon. V Severní Americe vydávalo mangu nakladatelství Yen Press, a to mezi lety 2017 a 2018.

#### Seznam svazků
| Č. | Datum vydání      | ISBN              |
| -- | ----------------- | ----------------- |
| 1  | 22. prosince 2015 | 978-4-75754-840-4 |
| 2  | 22. března 2016   | 978-4-75754-918-0 |
| 3  | 22. srpna 2016    | 978-4-75755-082-7 |

### Anime
Adaptaci v podobě dvanáctidílného televizního anime seriálu vytvořilo studio A-1 Pictures pod režijní taktovkou Rjósukeho Nakamury, jenž je rovněž podepsán pod scénářem a zvukovou režií. Hlavní výtvarnou návrhářkou je Mieko Hosoi, která návrhy postav vytvořila na základě ilustrací Eiriho Širaie k původní sérii light novel. Původní hudbu vytvořil R・O・N z tvůrčí skupiny (K)NoW NAME, která je podepsána pod všemi vokálními skladbami k tomuto seriálu. Úvodní znělkou se stala píseň „Knew day“ a závěrečnou „Harvest“. Seriál byl premiérově vysílán od 11. ledna 2016 do 28. března 2016 na televizních stanicích Tokyo MX, AT-X, Nippon BS Broadcasting a ABC. Seriál byl také vydán ve formě šesti DVD a Blu-ray disků, v každém z nich po dvou dílech. V Severní Americe odkoupilo vysílací práva k seriálu Funimation, ve Spojeném království pak společnost Anime Limited.
Dne 16. března 2016 byla spolu s prvním diskem Blu-ray a DVD vydána desetiminutová OVA epizoda, která se z hlediska časového a příběhové zařazení odehrává mezi druhým a třetím dílem. Propagační video k epizodě zveřejnila 5. února 2016 společnost Tóhó.

#### Seznam dílů
| Č. v seriálu | Původní název | Režie                                                | Scénář           | Premiéra v Japonsku |
| ------------ | --- | ---------------------------------------------------- | ---------------- | ------------------- |
| 1            | Sasajaki, eišó, inori, mezamejo ささやき、詠唱、祈り、目覚めよ                                                         | Rjosuke Nakamura                                     | Rjosuke Nakamura | 11. ledna 2016      |
| 2            | Minarai gijú-hei no nagai ičiniči 見習い義勇兵の長い一日                                                               | Rjosuke Nakamura a Tomotaka Šibajama                 | Rjosuke Nakamura | 18. ledna 2016      |
| 3            | Goburin-bukuro ni wa oretači no jume ga cumatteiru ka ゴブリン袋には俺たちの夢がつまっているか                         | Cujoši Tobita                                        | Rjosuke Nakamura | 25. ledna 2016      |
| 4            | Hai no mau sora e 灰の舞う空へ                                                                                         | Naomiči Jamato, Rjosuke Nakamura a Tomotaka Šibajama | Rjosuke Nakamura | 1. února 2016       |
| 5            | Naku no wa jowaikara džanai. Taerareru no wa cujoikara džanai 泣くのは弱いからじゃない。耐えられるのは強いからじゃない | Takaharu Ozaki                                       | Rjosuke Nakamura | 8. února 2016       |
| 6            | Kanodžo no baai 彼女の場合                                                                                             | Tomio Jamauči                                        | Rjosuke Nakamura | 15. února 2016      |
| 7            | Goburin sureijá to jobarete ゴブリンスレイヤーと呼ばれて                                                               | Hiroaki Nišimura                                     | Rjosuke Nakamura | 22. února 2016      |
| 8            | Kimi to no omoide ni 君との思い出に                                                                                    | Susumu Kudo                                          | Rjosuke Nakamura | 29. února 2016      |
| 9            | Kjúka no sugošikata 休暇の過ごし方                                                                                     | Keidži Kawakubo                                      | Rjosuke Nakamura | 7. března 2016      |
| 10           | Rídá no ucuwa džanai keredo リーダーの器じゃないけれど                                                                 | Džin Iwacuki a Jošiko Mikami                         | Rjosuke Nakamura | 14. března 2016     |
| 11           | Sei to ši no ma de 生と死の間で                                                                                        | Kosaja, Tomotaka Šibajama a Cujoši Tobita            | Rjosuke Nakamura | 21. března 2016     |
| 12           | Mata ašita また明日 | Hidekazu Hara, Rjosuke Nakamura a Jasuhiro Geši      | Rjosuke Nakamura | 28. března 2016     |

#### Seznam vydaných Blu-ray a DVD
| Č. | Datum vydání      | Díly      | Sériové číslo pro Blu-ray | Sériové číslo pro DVD | Zdroje |
| -- | ----------------- | --------- | ------------------------- | --------------------- | ------ |
| 1  | 16. března 2016   | 1–2 + OVA | TBR-26071D                | TDV-26077D            | [ 37 ] |
| 2  | 20. dubna 2016    | 3–4       | TBR-26072D                | TDV-26078D            | [ 39 ] |
| 3  | 18. května 2016   | 5–6       | TBR-26073D                | TDV-26079D            | [ 40 ] |
| 4  | 15. června 2016   | 7–8       | TBR-26074D                | TDV-26080D            | [ 41 ] |
| 5  | 13. července 2016 | 9–10      | TBR-26075D                | TDV-26081D            | [ 42 ] |
| 6  | 17. srpna 2016    | 11–12     | TBR-26076D                | TDV-26082D            | [ 43 ] |

#### Seznam použitých vokálních skladeb
| Název skladby         | Text                               | Hudba                       | Zpěv                        | Poznámka           |
| --------------------- | ---------------------------------- | --------------------------- | --------------------------- | ------------------ |
| „Knew day“            | (K)NoW_NAME:eNu                    | (K)NoW_NAME:R・O・N         | (K)NoW_NAME:Ayaka Tachibana | úvodní znělka      |
| „Harvest“             | (K)NoW_NAME:Genki Mizuno           | (K)NoW_NAME:Shuhei Mutsuki  | (K)NoW_NAME:NIKIIE          | závěrečná znělka   |
| „Head Wind“           | (K)NoW_NAME:AIJ                    | (K)NoW_NAME:R・O・N         | (K)NoW_NAME:AIJ             | použita v 1. díle  |
| „Brave Storm“         | (K)NoW_NAME:AIJ                    | (K)NoW_NAME:R・O・N         | (K)NoW_NAME:AIJ             | použita ve 2. díle |
| „seeds“               | (K)NoW_NAME:eNu                    | (K)NoW_NAME:Shuhei Mutsuki  | (K)NoW_NAME:NIKIIE          | použita ve 2. díle |
| „Stand on the Ground“ | (K)NoW_NAME:Kohei by SIMONSAYZ/LEE | (K)NoW_NAME:Makoto Miyazaki | (K)NoW_NAME:Ayaka Tachibana | použita ve 3. díle |
| „rainy tone“          | (K)NoW_NAME:eNu                    | (K)NoW_NAME:Makoto Miyazaki | (K)NoW_NAME:NIKIIE          | použita ve 4. díle |
| „Nutrient“            | (K)NoW_NAME:Kohei by SIMONSAYZ/LEE | (K)NoW_NAME:Makoto Miyazaki | (K)NoW_NAME:Ayaka Tachibana | použita v 7. díle  |
| „Growing“             | (K)NoW_NAME:Kohei by SIMONSAYZ/LEE | (K)NoW_NAME:Makoto Miyazaki | (K)NoW_NAME:Ayaka Tachibana | použita v 8. díle  |
| „sun will rise“       | (K)NoW_NAME:Kohei by SIMONSAYZ/LEE | (K)NoW_NAME:Makoto Miyazaki | (K)NoW_NAME:NIKIIE          | použita v 9. díle  |
| „Swelling of Buds“    | (K)NoW_NAME:AIJ                    | (K)NoW_NAME:R・O・N         | (K)NoW_NAME:AIJ             | použita v 9. díle  |
| „Sudden Storm“        | (K)NoW_NAME:AIJ                    | (K)NoW_NAME:R・O・N         | (K)NoW_NAME:AIJ             | použita v 11. díle |

### Rozhlasová hra
Od 4. prosince 2015 začalo internetové rádio Onsen na svých stránkách zveřejňovat rozhlasovou hru s podtitulem Rádio ničeho (japonsky 灰と幻想のグリムガル 何もないラジオ, Hai to gensó no Gurimugaru: Nanimo nai radžio). Po odvysílání pilotního dílu se hra od 25. prosince začala vysílat pravidelně každý pátek. Jejími moderátorkami jsou Mikako Komacu (dabérka Jume) a Haruka Terui (dabérka Šihoru).